# Reliktmöwe
Die Reliktmöwe (Ichthyaetus relictus, Synonyme: Larus relictus, Larus melanocephalus relictus), auch als Lönnberg-Möwe oder Gobi-Schwarzkopfmöwe bezeichnet, ist eine Vogelart aus der Unterfamilie der Möwen. Sie kommt in Kasachstan, in Russland, in der Mongolei und in China vor. Überwinterungsgebiete sind aus Südkorea bekannt. Bis 1971 galt sie als Unterart der Schwarzkopfmöwe (Ichthyaetus melanocephalus). Benannt wurde die Art vom schwedischen Zoologen Einar Lönnberg, der 1931 den im April 1929 von Karl Georg Söderbom gesammelten Holotypus beschrieb. 

## Merkmale
Die Reliktmöwe erreicht eine Größe von 44 bis 45 Zentimetern. Die Geschlechter sehen gleich aus. Der Kopf und fast der gesamte Hals sind schwarz, außer einer hellbraunen Stelle zwischen Schnabel und Augen. Oberhalb und unterhalb der dunkel rotbraunen Augen ist ein weißer Flecken zu erkennen. Die Oberseite ist hellgrau. Der Bürzel ist weiß. Die Flügel sind hellgrau mit schwarzen Subterminalbinden an den längsten Schwingen. Die Unterseite und der Schwanz sind weiß. Im Wintergefieder ist der Kopf weiß oder weiß mit variablen dunklen Markierungen. Augenring, Schnabel und Beine sind dunkelrot. Die Jungvögel haben einen weißen Kopf mit braunen Sprenkeln. Der Schwanz weist bei ihnen eine dunkle Binde auf. Der Schnabel ist am Anfang dunkelbraun, wobei die Basis des Unterschnabels heller ist und später orange-rot wird. Die Beine sind dunkelgrau. Der Augenring ist schwarz.

## Systematik
Das Taxon wurde ursprünglich in die Gattung Larus gestellt, nach einer taxonomischen Revision der Möwen im Jahre 2005 nahm das International Ornithological Committee eine Reklassifizierung in die Gattung Ichthyaetus vor. Dieser Einschätzung folgten mit Ausnahme von BirdLife International und der IUCN auch andere Checklisten, darunter eBird, Howard & Moore, Birds of the World und Clements.

## Verbreitung
Brutkolonien sind unter anderem für folgende Gebiete verzeichnet: Am Alakol-See und Balchaschsee in Kasachstan, am Barun-Torey-See, am Zun-Torey-See, in der Khotogor-Bucht und in der Teli-Bucht in der Region Tschita in Transbaikalien, auf der Insel Fal’shivyi in der Region Primorje, für die Regionen Khyargas Nuur, Khovd Khar Us Nuur National Park, Mönhö Hayrhan Uula, Bulgan Gol, Ihes Nuur, Ögiy Nuur,  Hangayn Nuruu und Boon Tsagaan Nur in der Mongolei sowie Jilin, Hulun Nur, Gaxun Nur, Shangdu, Wuchuan, Ulansuhai Nur, Hokhot, Baotou, Balaheai, Moren He, Boerjiang Nur, Hojia Nur, Dongsheng und Taolimiao-Alashan Nur in der Inneren Mongolei in China.
Nicht brütende Vogel beziehungsweise Wintergäste wandern bis nach Japan, Südkorea und Vietnam.

## Lebensraum
Die Brutkolonien der Reliktmöwe befinden sich in Höhenlagen unterhalb 1500 m in trockenen Steppen sowie in Sanddünen an Salzseen oder leicht salzhaltigen Seen mit stark schwankenden Wasserspiegeln. Die Reliktmöwe stellt strenge Ansprüche an ihren Lebensraum und für den erfolgreichen Aufbau von Brutkolonien benötigt sie feuchte und warme Wetterbedingungen sowie riesige Gebiete.

## Lebensweise
Die Reliktmöwe nistet in Kolonien, gewöhnlich auf kleinen Inseln in großen Seen. Die Brutzeit reicht vom frühen Mai bis zum frühen Juli. Die Gelegegrößen schwanken zwischen ein bis vier Eiern. Die Reliktmöwe brütet zum ersten Mal im Alter von drei Jahren. Die Nahrung besteht aus Wirbellosen, wovon 90 Prozent Mückenlarven ausmachen, kleinen Fischen und vegetarischer Kost. In der Mongolei macht sie gelegentlich Jagd auf die Brandt-Steppenwühlmaus (Lasiopodomys brandtii).

## Bestand und Gefährdung
Die Reliktmöwe war lange nur durch das Typusexemplar bekannt, das 1929 am unteren Lauf des Edsin Gols in der westlichen Gobi im östlichen Teil der Mongolei gesammelt wurde. 1965 wurden ungefähr 100 Brutpaare am Zun-Torey-See in Transbaikalien in Russland wiederentdeckt. 1968 wurden weitere 120 Brutpaare am Alakol-See in Kasachstan beobachtet.
Die Veränderungen des Wasserspiegels beeinflussen den Bruterfolg und der Verlust von Feuchtgebieten in wasserarmen Regionen in Verbindung mit dem Klimawandel könnten die Bestände in naher Zukunft stark beeinträchtigen. Die Nachstellung und die Konkurrenz durch andere Möwenarten sowie Hagelstürme und Überschwemmungen führen zu einer hohen Jungensterblichkeit und zu einer Verminderung der Brutproduktivität.
Störungen durch den Menschen haben zu einer hohen Sterblichkeit der Küken in Russland und China beigetragen und dazu geführt, dass die Brutkolonien besonders durch schlechtes Wetter, Nachstellungen und das Verlassen der Nester gefährdet sind. Taolimiao-Alashan Nur, eine der Hauptbrutkolonien in China, ist durch Tourismusprojekte bedroht. 
BirdLife International stuft die Reliktmöwe in die Kategorie „gefährdet“ (vulnerable) ein und schätzt die Population der geschlechtsreifen Altvögel auf 2.500 bis 10.000 Individuen bei einem Gesamtbestand von 12.000 Exemplaren.